# Susan Ruttan
Susan Ruttan (Oregón, 16 de septiembre de 1948) es una actriz estadounidense, más conocida por interpretar su personaje de Roxanne Melman en L. A. Law (1986-1993). Volvió a interpretar dicho personaje en la película L.A. Law: The Movie (2002). 
Atrajo la atención para ser considerada una de las actrices femeninas de intrigante para hacer frente a George Jefferson's, Gil Cunningham, en The Jeffersons. Otras participaciones que tuvo en televisión incluyeron los episodios de Buffy the Vampire Slayer, AfterMASH, Bosom Buddies, Rock. Ha participado también en un filme interpretando esta vez en una asesina convicta, en el personaje de Genene Jones que al principio fue una serie de televisión y luego fuera llevada a la pantalla del cine en el filme de "Deadly Medicine" (1991). También ha participado en un episodio de Hannah Montana ("PROMMA Mia"). También participó en el último filme titulado Mrs.Clause.
Su personaje más dramático hasta la fecha fue en la versión de Helter Skelter (2004), en la que interpretaba a la madre de Linda Kasabian.